# Anthophora heinemanni
Anthophora heinemanni är en biart som beskrevs av Fedtschenko 1875. Anthophora heinemanni ingår i släktet pälsbin, och familjen långtungebin. Inga underarter finns listade i Catalogue of Life.